# Liste der Gerechten unter den Völkern aus der Schweiz

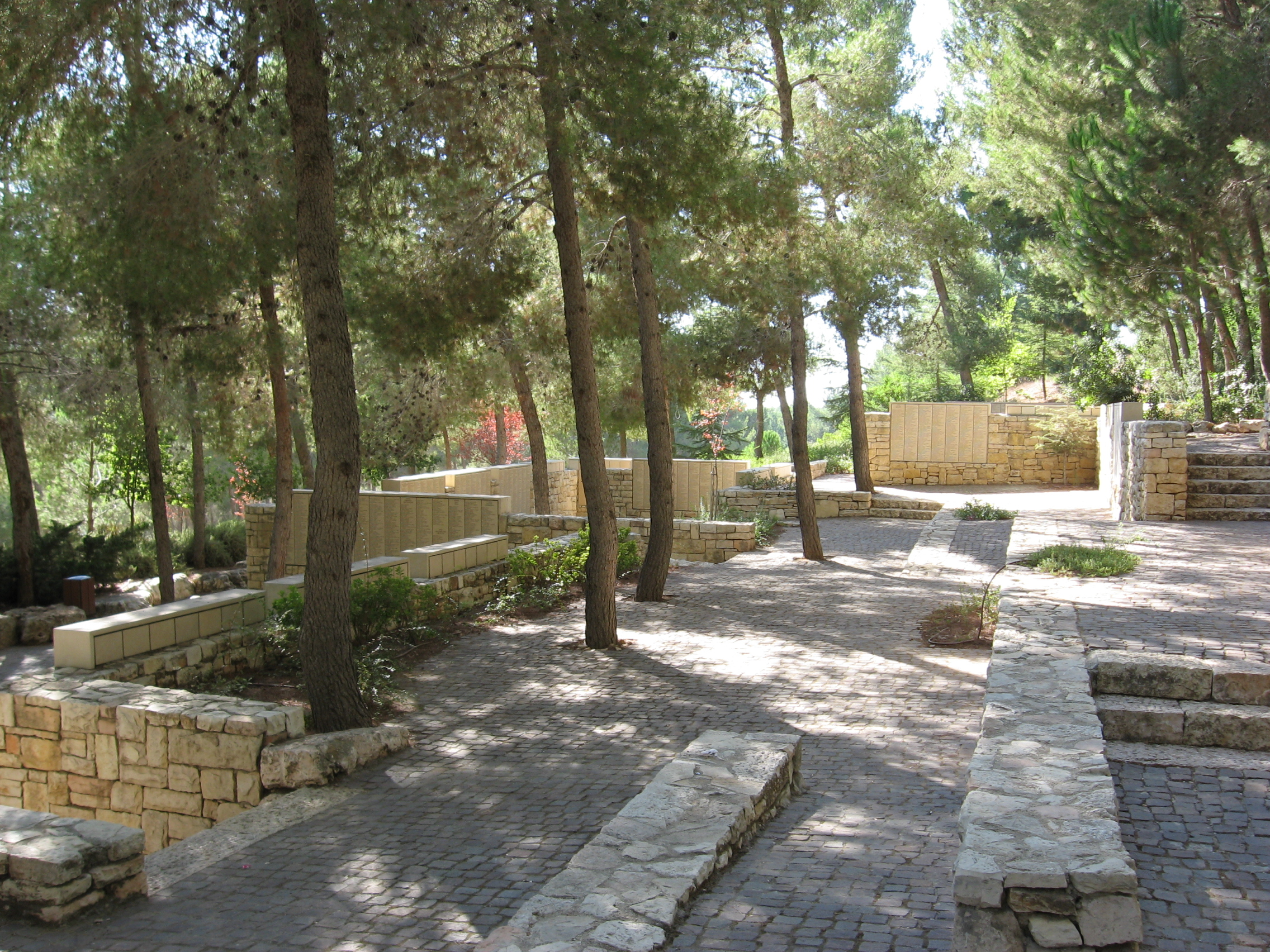
Der Garten der Gerechten unter den Völkern

Die Liste der Gerechten unter den Völkern aus der Schweiz enthält Schweizer und Schweizerinnen, die für die Rettung von Juden während der Zeit des Nationalsozialismus von der israelischen Gedenkstätte Yad Vashem als Gerechte unter den Völkern geehrt wurden. Seit 2007 erfolgten weitere Ehrungen.

## Hintergrund
Seit 1953 werden durch den Staat Israel Menschen als Gerechte unter den Völkern ausgezeichnet, die zwischen 1933 und 1945 große persönliche Risiken in Kauf nahmen und dabei ihr Leben in Gefahr brachten, um von der Deportation in Arbeits- oder Vernichtungslager bedrohte Juden zu schützen. In Yad Vashem wird im Garten der Gerechten unter den Völkern für jede Person eine Plakette angebracht, für die frühen Geehrten wurde zudem in der Allee der Gerechten unter den Völkern jeweils ein Baum gepflanzt, dies ist inzwischen jedoch aufgrund Platzmangels selten geworden.
Zum 1. Januar 2022 betrug die Zahl der Gerechten insgesamt 28.217, darunter befinden sich 49 Schweizer. Anderen Quellen zufolge umfasste die Liste der Schweizer Gerechten bereits 2007 mehr als 60 Personen. Weitere Ehrungen erfolgten ab 2007.
Aufgrund der großen Anzahl an Personen ist die Gesamtliste nach Nationalitäten aufgeteilt. Zu anderen Nationen siehe Liste der Gerechten unter den Völkern.

## Liste
| Name                                          | Geboren                                  | Gestorben           | Ort                                                           | Grund der Ehrung | Jahr |
| --------------------------------------------- | ---------------------------------------- | ------------------- | ------------------------------------------------------------- | --- | ---- |
| Georges Allenbach                             |                                          |                     | Besancon                                                      | Georges Allenbach und seine Frau Juliette Allenbach waren Protestanten schweizerischer Herkunft, die während der Besatzung in Besançon unweit der Schweizer Grenze lebten. Das Ehepaar, das selbst vier jugendliche Kinder hatte, nahm im Oktober 1943 zunächst die jüngste Tochter der jüdischen Familie Farhi aus Paris, Francoise Farhi, bei sich auf und etwas später ihren zweijährigen Bruder Daniel Farhi. | 1989 |
| Werner Theodore (Bill) Barazetti              | 1914 Aarau                               | 2000                | Prag                                                          | Organisierte 1939 in Prag, gemeinsam mit Nicholas Winton, den Transport von mehr als 660 Kindern nach Großbritannien. | 1993 |
| Emile Barras                                  | 1921 Avry-devant-Pont                    | 1996                | Viry, Haute-Savoie                                            | Französisch-schweizerischer Doppelbürger. Er half alliierten Militärangehörigen und jüdischen Kindern über die Grenze von Savoyen in die Schweiz. Mitarbeiter von Marianne Cohn, die gefoltert und ermordet wurde. | 1995 |
| Louis-Maxime Beetschen                        | 1898                                     | 1958                | Douvaine, Haute-Savoie                                        | Der Landwirt nahm vorübergehend mehrere jüdische Familien vor ihrer Passage in die Schweiz und ein jüdisches Mädchen auf. | 1987 |
| Léontine Beetschen-Bullat                     | 1898                                     | 1991                | Douvaine, Haute-Savoie                                        | Zusammen mit ihrem Mann nahm sie mehrere jüdische Verfolgte auf. | 1987 |
| Schwester Jeanne Berchmans (Marie Meienhofer) | 1897 Bremgarten AG                       |                     | Thonon-les-Bains, Haute-Savoie                                | Eintritt in die Herz-Jesu Ordensgemeinschaft (1924); versteckte bis zum Ende des Krieges drei Juden aus Wien im Kloster der Gemeinschaft in Thonon-les-Bains. | 1991 |
| August Bohny                                  | 7. Juli 1919                             | 18. Aug. 2016       | Le Chambon-sur-Lignon                                         | Er war Mitbegründer und Leiter der Häuser Abric, Faidoli, Atelier Cévenol und Ferme Ecole in Le Chambon-sur-Lignon, wo er mit Pfarrer André Trocmé und einheimischen Flüchtlingshelfern zahlreiche Kinder vor Razzien und Deportationen retten half. | 1990 |
| Friedel Bohny-Reiter                          | 20. Mai 1912                             | 18. Dez. 2001       | Camp de Rivesaltes/Le Chambon-sur-Lignon                      | Sie arbeitete mit ihrem Mann August Bohny für das Kinderheim Le Chambon-sur-Lignon, arbeitete mit Emma Ott, Elsa Lüthi-Ruth und Elisabeth Eidenbenz von der Maternité suisse d’Elne zusammen und konnte zahlreiche Internierte vor der Deportation in das KZ Auschwitz-Birkenau retten. | 1990 |
| Friedrich Born                                | 10. Juni 1903 Langenthal                 | 14. Jan. 1963       | Budapest                                                      | Als Delegierter des Internationalen Komitees vom Roten Kreuz in Budapest richtete er Krankenhäuser, Kinder- und Waisenheime sowie Volksküchen für die ungarischen Juden ein; in diesen Schutzhäusern und durch Borns Einsatz entgingen tausende Juden der Deportation. | 1987 |
| Charles-Jean Bovet                            | 22. Juli 1900 Villaz-Saint-Pierre        | 20. März 1952 Dijon | Archamps, Haute-Savoie                                        | Katholischer Priester. Versteckte mindestens einen jüdischen Verfolgten im Pfarrhaus, bis zur Flucht in die Schweiz. | 1989 |
| Ernest Brouze                                 |                                          |                     | Novel                                                         | Das französische Ehepaar Ernest Bronze und Germaine Brouze, das in Novel in unmittelbarer Nähe der Schweizer Grenze lebte, ermöglichte ungefähr fünfzig jüdischen Flüchtlingen den illegalen Transfer aus der Schweiz nach Frankreich. | 1997 |
| Germaine Brouze                               |                                          |                     | Novel                                                         | Das französische Ehepaar Ernest Bronze und Germaine Brouze, das in Novel in unmittelbarer Nähe der Schweizer Grenze lebte, ermöglichte ungefähr fünfzig jüdischen Flüchtlingen den illegalen Transfer aus der Schweiz nach Frankreich. | 1997 |
| Eduard Benedikt Brunschweiler                 | 1910                                     | 1987                | Pannonhalma                                                   | Eduard Benedikt Brunschweiler, ein Schweizer Geschäftsmann, der seit 1935 in Budapest tätig war, wurde 1944 von Friedrich Born, dem Vertreter des Internationalen Roten Kreuzes in Ungarn zum Repräsentanten des Roten Kreuzes in der Erzabtei Martinsberg, einem großen Benediktinerkloster in Pannonhalma im Nordwesten Ungarns ernannt. Es gelang Brunschweiler das Gelände unter der Kontrolle des Roten Kreuzes für exterritorial erklären zu lassen und der Kontrolle des Horthy-Regimes und der Pfeilkreuzler zu entziehen. Dadurch fanden hunderte Juden, Flüchtlinge und Deserteure der Armee Schutz im Kloster, in der Schule und in anderen Gebäuden auf dem Gelände. Brunschweiler gründete ein Kinderheim, in dem mindestens 25 jüdische Kinder versteckt waren. Ihre Mütter wurden zusammen mit anderen Juden, die vor den Zwangsarbeitsbataillonen oder vor den Märschen zur österreichischen Grenze geflohen waren, in einem anderen Gebäude untergebracht. Auch nach dem Einmarsch der Roten Armee im März 1945 und seiner zeitweisen Verhaftung durch das russische Militär blieb Brunschweiler in der Abtei und kümmerte sich weiterhin um die vielen Flüchtlinge, die unter seiner Schirmherrschaft standen. | 2007 |
| Anton Bühler                                  | 1890                                     | 1973                | Grenze Schweiz-Österreich                                     | Bündner Jurist, Beamter beim Departement für Justiz und Polizei des Kantons Graubünden. Er gewährte nach der Grenzschliessung zu Österreich einer Gruppe von Juden Einlass in die Schweiz. | 2001 |
| May Calame-Rosset, née White                  |                                          |                     | Brüssel                                                       | May Calame-White lebte in Brüssel. Zusammen mit ihrem Mann beherbergte sie alliierte Flieger, zwei jüdische Familien und ein junges Mädchen bei sich zu Hause. | 1998 |
| Paul Calame-Rosset                            | 16. Feb. 1905 Tavannes                   | 2003                | Brüssel                                                       | Paul Calame lebte in Brüssel und war im belgischen Widerstand aktiv. Er beherbergte alliierte Flieger, zwei jüdische Familien und ein junges Mädchen bei sich zu Hause. | 1998 |
| Jeannette Carmen                              |                                          |                     | Rom                                                           | Jeanette Carmen (geb. Muller) und ihre Schwester Ida Muller versteckten in Rom eine jüdische Frau. | 2016 |
| Alicja Cerny-Seipp                            | 1923                                     |                     | Warschau                                                      | Ihre Mutter und sie versteckten in ihrer Wohnung in Warschau eine dreiköpfige jüdische Familie. | 1982 |
| Marguerite Constantin-Marclay                 | 1927                                     |                     | Champéry                                                      | Marguerite Constantin-Marclay und ihre Eltern nahmen im Jahre 1942 vierzehn Juden bei sich auf. | 2000 |
| Daniel Curtet                                 |                                          |                     | Fay-sur-Lignon, Département Haute-Loire                       | Pfarrerssohn, als Pfarrer in Fay-sur-Lignon tätig. Versteckte Flüchtlinge bei sich und brachte sie dann in der protestantischen Gemeinde von Le Chambon-sur-Lignon unter. Anderen Flüchtlingen half er über die Grenze in die Schweiz. | 1987 |
| Suzanne Curtet                                |                                          |                     | Fay-sur-Lignon, Département Haute-Loire                       | Ehefrau von Daniel Curtet. Beide nahmen Flüchtlinge bei sich zu Hause auf. | 1987 |
| Jacqueline de Pury                            | 1909 Neuchâtel                           | 1973                | Lyon                                                          | Unterstützte ihren Mann bei der Rettung von Juden. | 1976 |
| Roland de Pury                                | 15. Sep. 1907 Genf                       | 24. Jan. 1979       | Lyon                                                          | Schweizer Pfarrer, der ab 1940 im Lyon des Vichy-Regimes Juden half, Frankreich Richtung Schweiz zu verlassen, predigte gegen die nationalsozialistische Rassenideologie und wurde während eines Gottesdienstes verhaftet. | 1976 |
| Maurice Dubois                                | 17. Juli 1905 Biel                       | 6. Dez. 1997        | Château de la Hille, Département Ariège                       | Delegationsleiter der Schweizerischen Arbeitsgemeinschaft für kriegsgeschädigte Kinder (SAK), der Kinderhilfe des Schweizerischen Roten Kreuzes und der Schweizer Spende in Südfrankreich. | 1985 |
| Marcel Ducommun                               | 2. Aug. 1907                             | 2. Mai 1990         | Le Pont de Senegats, Département Tarn-et-Garonne              | Der Pastor Marcel Ducommun und seine Frau Hélène Ducommun beherbergten und ernährten die fünfköpfige jüdische Familie Grubstein von November 1942 bis Sommer 1944 in ihrem Wohnhaus und der Kirche. | 2010 |
| Hélène Ducommun-Alquier                       | 23. Nov. 1908                            | 11. Juni 1994       | Le Pont de Senegats, Département Tarn-et-Garonne              | Der Pastor Marcel Ducommun und seine Frau Hélène Ducommun beherbergten und ernährten die fünfköpfige jüdische Familie Grubstein von November 1942 bis Sommer 1944 in ihrem Wohnhaus und der Kirche. | 2010 |
| Elisabeth Eidenbenz                           | 12. Juni 1913 Wila                       | 23. Mai 2011        | Maternité suisse d’Elne, Département Pyrénées-Orientales      | Sie war Gründerin und Leiterin der Maternité suisse d’Elne, half den Verfolgten mit gefälschten Papieren bei der Flucht in die Schweiz. | 2001 |
| Renée Farny                                   | 10. Okt. 1919 Département Indre-et-Loire | 1. März 1979        | Saint-Cergues, Haute-Savoie                                   | Vize-Directrice der Kinderkolonie «Les Feux follets» in Saint-Cergues les Voirons. Fluchthelferin für die Jugendlichen von La Hille. | 1992 |
| Harald Feller                                 | 14. Jan. 1913 Bern                       | 28. Dez. 2003       | Budapest                                                      | Als Diplomat in Budapest versteckte er Juden zunächst in seinem eigenen Haus in Buda, danach im Luftschutzkeller der Kanzlei der Schweizer Gesandtschaft. Er stellte gefälschte Schweizer Pässe aus. | 1999 |
| Anna Flescher-Riesen                          | 15. Nov. 1915                            | 11. Aug. 2008       | Rom                                                           | Versteckte ihren zukünftigen Mann, Joachim Flescher, während der deutschen Besatzung in ihrer Wohnung. | 2008 |
| Laure (Loly) Francken                         |                                          |                     | Novel, Haute-Savoie                                           | Der aus den Niederlanden stammende Hausarzt William Francken und seine Ehefrau Laure Francken besaßen ein Ferienhaus in Frankreich in der Nähe der Schweizer Grenze. Am 27. September 1942 wurde das Ehepaar von einer Nachbarfamilie gebeten, eine Gruppe von 50 erschöpften jüdischen Flüchtlingen zu behandeln, die auf der Flucht in die Schweiz waren. Dr. Francken behandelte die Bedürftigen und tat zusammen mit seiner Frau und der Nachbarfamilie ihr Bestes, um den Flüchtlingen zu helfen, den nächsten Gebirgspass, L'Haut de la Morge, zu erreichen. | 1997 |
| William Francken                              | 4. Jan. 1889 Rotterdam                   | 3. Sep. 1962        | Novel, Haute-Savoie                                           | Der aus den Niederlanden stammende Hausarzt William Francken und seine Ehefrau Laure Francken besaßen ein Ferienhaus in Frankreich in der Nähe der Schweizer Grenze. Am 27. September 1942 wurde das Ehepaar von einer Nachbarfamilie gebeten, eine Gruppe von 50 erschöpften jüdischen Flüchtlingen zu behandeln, die auf der Flucht in die Schweiz waren. Dr. Francken behandelte die Bedürftigen und tat zusammen mit seiner Frau und der Nachbarfamilie ihr Bestes, um den Flüchtlingen zu helfen, den nächsten Gebirgspass, L'Haut de la Morge, zu erreichen. | 1997 |
| Jean-Edouard Friedrich                        | 1912 Shanghai                            | 1999                | Berlin                                                        | War von 1942 bis 1946 für das IKRK tätig. Begleitete zwei Frauen bis zur Schweizer Grenze. | 1999 |
| Mark Gander                                   |                                          |                     | Brunate                                                       | Mark Gander und seine Frau Jane Gander versteckten Solly Jaffè in Brunate. | 2015 |
| Jane Gander                                   |                                          |                     | Brunate                                                       | Mark Gander und seine Frau Jane Gander versteckten Solly Jaffè in Brunate. | 2015 |
| Walter Giannini                               | 11. Apr. 1914                            | 9. Apr. 2003        | Faverges, Haute-Savoie                                        | Lehrer in der Kinderkolonie in Faverges. Begleitete zwei jüdische Kinder über die Grenze in die Schweiz (August 1943). | 2000 |
| Emma Giannini-Aeppli                          |                                          | 30. Dez. 1987       | Faverges, Haute-Savoie                                        | Emma Aeppli arbeitete in der Kinderkolonie in Faverges, wo sie ihren zukünftigen Mann kennenlernte. Zusammen begleiteten sie zwei jüdische Kinder über die Grenze in die Schweiz im August 1943. | 2000 |
| Agnès Gilardino-Rutschi                       | 11. Okt. 1917                            | 1. Mai 2004         | Monnetier-Mornex                                              | Agnès Gilardino-Rutschi, ihr Ehemann und ihre Eltern nahmen 1942 die belgisch-jüdischen Flüchtlinge Leib Rudenski und seine Frau bei sich in Monnetier-Mornex auf. Die Rudenskis hatten versucht in der Schweiz Zuflucht zu finden, waren aber an der Grenze abgewiesen worden. Die Rudenskis erhielten ein Zimmer in dem Haus, in dem Agnès Gilardino-Rutschi, ihr Ehemann Laurent, ihre Eltern und ihre verheiratete Tochter lebten. Sie unterstützten das Ehepaar Rudenski bei der Suche nach ihren Kindern und verlegten sie – aus Angst vor Denunziation – im Januar 1943 in ein anderes Versteck. Hier versorgten sie die Eheleute bis Mai 1943 mit Lebensmitteln. | 1977 |
| Albert Gross                                  | 1904 Lausanne                            | 1975                | KZ Gurs                                                       | Katholischer Priester, Leiter des Foyer Saint-Justin in Fribourg. Seelsorger im KZ Gurs, wo er etwa 40 Juden versteckte und so vor der Deportation rettete. | 1989 |
| Paul Grüninger                                | 27. Okt. 1891 St. Gallen                 | 22. Feb. 1972       | St. Gallen                                                    | Durch Vordatierung von Einreisevisa und Fälschung von Dokumenten ermöglichte er als Polizeihauptmann mehr als 3.000 Flüchtlingen die Einreise in die Schweiz. Grüninger wurde dafür 1939 vom Dienst suspendiert und zu einer Geldstrafe verurteilt. Vom Kanton St. Gallen wurde er erst 1993 politisch rehabilitiert. | 1971 |
| Hildegard Gutzwiller                          | 1897                                     | 1957                | Budapest                                                      | Gehörte der Ordensgemeinschaft des Heiligen Kreuzes an. Trat 1927 ins Sophianum in Budapest ein und wurde 1934 Oberin. Versteckte von 1944 bis 1945 ca. 250 Personen im Ordenshaus, darunter etwa 40 jüdische Frauen und Kinder. | 1995 |
| Otto Haggenmacher                             |                                          |                     | Budapest                                                      | Als Industrieller in Budapest tätig. Versteckte in seinem Haus mehr als 30 jüdische Kinder. | 2003 |
| Elise Höfler-Brütsch                          | 25. Sep. 1911 Ramsen SH                  |                     | Gottmadingen                                                  | Elise Höfler verhalf zusammen mit ihrem Mann Josef und Luise Meier etwa 28 Juden zur Flucht in die Schweiz. | 2001 |
| Germaine Homel                                | 20. Juni 1893                            | 30. Aug. 1982       | Saint-Cergues, Haute-Savoie                                   | Gebürtige Französin, mit einem Schweizer verheiratet. Directrice der Kinderkolonie "Les Feux follets" in Saint-Cergues les Voirons. Fluchthelferin für die Jugendlichen von La Hille (zusammen mit Léon Balland und Marthe Bouvard). Mitglied der Résistance 1943–1944. Verhaftung und Deportation ins KZ Ravensbrück. | 1992 |
| Anne-Marie Im Hof-Piguet                      | 12. Apr. 1916 Le Sentier                 | 18. Dez. 2010       | Château de la Hille                                           | Als die Nationalsozialisten auch den Süden Frankreichs besetzten, rettete Im Hof-Piguet zwölf jüdische Kinder, indem sie sie mit Hilfe der Passeusen Victoria und Madeleine Cordier illegal über die Grenze in die Schweiz brachte. | 1990 |
| Frieda Impekoven                              | 1880 Zürich                              | 1965                | Frankfurt am Main                                             | Frieda Impekoven (geb. Kobler), ihr Ehemann Toni Impekoven, ein Schauspieler, Schriftsteller und künstlerischer Leiter des Frankfurter Schauspielhauses, und ihre Tochter Niddy, eine gefeierte Tänzerin, waren ausgesprochene Gegner des nationalsozialistischen Regimes und seiner rassistischen Verfolgung der Juden. 1943 versorgte Frieda Impekoven eine ältere jüdische Witwe, Frau Wöffler, mehrfach mit Lebensmitteln und ließ Margarete Knewitz, die deportiert werden sollte, in ihrer leerstehenden Wohnung wohnen und versorgte sie mit Lebensmitteln. | 1966 |
| Ernest Ischy                                  |                                          |                     | Paris                                                         | Als Geschäftsmann in Paris tätig; in seinem Haus hielten sich ein befreundeter jüdischer Chirurg und dessen Mutter versteckt. | 1991 |
| Yannick Ischy                                 |                                          |                     | Paris                                                         | Versteckte zusammen mit ihrem Mann einen jüdischen Chirurgen und deren Mutter in ihrem Haus. | 1991 |
| Arthur Jaccard                                | 25. Feb. 1883                            | 6. Okt. 1943        | Labalme                                                       | Versteckte zusammen mit seiner Frau und seiner Tochter mehrere Juden auf dem Weg in die Schweiz in ihrem Bauernhof im Département Ain. | 2007 |
| Wilhelmine Jaccard                            | 15. Jan. 1887                            | 1. Mai 1963         | Labalme                                                       | Versteckte zusammen mit ihrem Mann verfolgte Juden auf ihrem Bauernhof. | 2007 |
| Ruth Monney-Jaccard                           | 8. Dez. 1919                             | 1. Sep. 2001        | Labalme                                                       | Tochter von Arthur und Wilhelmine Jaccard. Gehörte wie ihre Eltern dem Netzwerk von Roland de Pury an. | 2007 |
| Maria Junker-Kissling                         | 1914                                     | 2000                | Beziers                                                       | Als Gouvernante in Frankreich tätig, unterstützte sie einzelne jüdische Flüchtlinge, darunter viele Kinder. Engagierte sich in der Résistance und half 18 verfolgten Juden über die Schweizer Grenze. | 1973 |
| Arthur Lavergnat                              | 1914 Bossey (Haute-Savoie)               | 1980                | Troinex                                                       | Arthur Lavergnat und Jeanne Lavergnat besassen einen Bauernhof direkt an der Schweizer Grenze. Hunderte von jüdische Flüchtlingen versuchten verzweifelt, die Grenze von Frankreich in die Schweiz hier zu überqueren. Die Anwesenheit vieler deutscher Soldaten und Schweizer Grenzschutzbeamter in diesem Gebiet machte dies sehr schwierig und gefährlich. Trotzdem gelang des dem Ehepaar Lavergnat mindestens 40 Gruppen von Juden aus Frankreich in die Schweiz zu geleiten. | 1990 |
| Jeanne Lavergnat                              | 1920                                     |                     | Troinex                                                       | Jeanne Lavergnat und Arthur Lavergnat besassen einen Bauernhof direkt an der Schweizer Grenze. Hunderte von jüdische Flüchtlingen versuchten verzweifelt, die Grenze von Frankreich in die Schweiz hier zu überqueren. Die Anwesenheit vieler deutscher Soldaten und Schweizer Grenzschutzbeamter in diesem Gebiet machte dies sehr schwierig und gefährlich. Trotzdem gelang es dem Ehepaar Lavergnat mindestens 40 Gruppen von Juden aus Frankreich in die Schweiz zu geleiten. | 1990 |
| Carl Lutz                                     | 30. März 1895 Walzenhausen               | 12. Feb. 1975 Bern  | Budapest                                                      | Ab Mai 1944 stellte er Juden, die nach Palästina auswandern wollten, Schutzpässe und Schutzbriefe aus und erreichte bei den zuständigen Besatzungsbehörden, dass die Ausweise respektiert wurden. Dabei handelte Lutz teilweise gegen die ausdrücklichen Vorgaben der Schweizer Regierung. | 1964 |
| Gertrud Lutz-Fankhauser                       | 3. Juli 1911 Rechthalten                 | 29. Juni 1995       | Budapest                                                      | War gemeinsam mit ihrem Ehemann Carl Lutz an der Rettung tausender ungarischer Juden beteiligt. | 1978 |
| Emile Marclay                                 | 1897                                     | 1987                | Champéry                                                      | Emile Marclay und seine Familie nahmen insgesamt 14 Juden bei sich auf. | 2000 |
| Lina Marclay-Studer                           | 1903                                     | 1992                | Champéry                                                      | Lina Marclay-Studer, ihr Mann und ihre Tochter nahmen insgesamt 14 Juden bei sich in ihrem Chalet in Champéry auf. | 2000 |
| Antoinette Masserey                           |                                          |                     | Rulhe Département Aveyron                                     | Ordensfrau in der Ordensgemeinschaft der Heiligen Familie in Rulhe. Sie nahm 1943 und 1944 insgesamt 24 Juden auf, von denen einige nach Spanien fliehen konnten. | 1979 |
| Auguste Matringe                              | 1894 Rolle VD                            | 1984                | Lyon, Département Rhône                                       | Chemieingenieur in Frankreich, versteckte Juden in seinem Betrieb und brachte deren Kinder auf dem Land unter. | 2001 |
| Germaine Muehlenthaler                        |                                          |                     | Marseille                                                     | Als Leiterin des Christlichen Vereins junger Menschen in Marseille half sie mehreren jüdischen Jugendlichen, versteckte sie und beschaffte gefälschte Papiere. | 1967 |
| Ida Muller                                    |                                          |                     | Rom                                                           | Ida Muller und ihre Schwester Jeanette Carmen (geb. Muller) versteckten in Rom eine jüdische Frau. | 2016 |
| Rosa Näf                                      | 1911 Glarus                              | 1996 Glarus         | Château de la Hille, Montégut-Plantaurel – Département Ariège | Directrice du Château de la Hille. Die Schweizer Krankenschwester Rosa (Rösli) Näf leitete die Kolonie von La Hille während der Schreckensjahre 1941 und 1942. Sie betreute gefährdete und verfolgte ausländische Kinder, darunter viele Juden. Unter Einsatz ihres Lebens versuchte Rösli Näf, ihre Schützlinge vor der Deportation in die Vernichtungslager zu retten. | 1989 |
| René Nodot                                    | 1916 Bourg-en-Bresse, Département Ain    | 1999?               | Bourg-en-Bresse                                               | Französisch-schweizerischer Doppelbürger. Engagiert in der Résistance, warnte er Juden vor der bevorstehenden Verhaftung und half, sie zu verstecken. Rettete anlässlich der Razzia in Bourg-en-Bresse im August 1943 mindestens 30 Juden. | 1974 |
| Marcel Pasche                                 | 1911 Bern                                | 2006                | Roubaix Département Nord                                      | Als reformierter Pfarrer von Roubaix verhalf er einem deutschen Juden zur Flucht und kümmerte sich um seine Familie. | 1992 |
| Ernest Prodolliet                             | 1905 Amriswil                            | 1984                | Bregenz                                                       | In seiner Eigenschaft als Leiter der Passabteilung bei der Schweizer Konsularagentur in Bregenz (1. April 1938) erteilte er ca. 300 Durchgangsvisa an österreichische Juden. Er überzeugte die Grenzbeamten, ihnen auch ohne Visum Einlass zu gewähren. | 1982 |
| Anna Paszkiewicz                              | 26. Juli 1906                            | 20. Juli 1996       | Wisokie Litewskie, Polen (heute Belarus)                      | Anna Paszkiewicz unterstützte im Oktober 1942 ihre jüdische Freundin Eugenia Wirszubska mit ihren Töchtern Regina und Ada bei der Flucht aus dem Ghetto von Pruzany, versteckte sie drei Monate lang in ihrer Wohnung in Wisokie Litewskie und beschaffte ihnen „arische“ Papiere. Eugenia Wirszubska und ihre Töchter konnten damit in die Stadt Narew im Bezirk Białystok ziehen, Arbeit finden und bis zur Befreiung im Sommer 1944 in der Stadt leben. | 1998 |
| Frédéric (Fred) Reymond                       | 1907 Le Sentier                          | 1999                | Le Sentier, Vallée de Joux                                    | In seiner Funktion als Offizier beim Schweizer Nachrichtendienst überquerte er häufig die Grenze zwischen der Schweiz und dem von den Deutschen besetzten Frankreich. Reymond ermöglichte bei seinen Grenzübertritten zahlreichen Juden, entflohenen Kriegsgefangenen, Widerstandskämpfern und alliierten Soldaten die Flucht in die Schweiz. Dort versteckte er sie gemeinsam mit seiner Frau in seinem Haus, versorgte sie mit Nahrung und unterstützte sie mit Geld und Bahnfahrkarten bei ihrer weiteren Flucht. | 1998 |
| Auguste Rutschi                               | 1882                                     | 27. Jan. 1963       | Monnetier-Mornex, Haute-Savoie                                | Der pensionierte Pfarrer nahm in seinem Haus in der Haute-Savoie ein jüdisches Ehepaar aus Belgien auf. | 1977 |
| Cécile Rutschi                                |                                          |                     | Monnetier-Mornex, Haute-Savoie                                | Nahm zusammen mit ihrem Mann ein jüdisches Ehepaar aus Belgien bei sich zu Hause auf. | 1977 |
| Hans Schaffert                                | 1918                                     | 2003                | KZ Gurs                                                       | Schweizer Theologe, Schüler von Karl Barth. Im Jahre 1942 organisierte er im KZ Gurs die Flucht von Gefangenen nach Spanien und in die Schweiz. | 1967 |
| Martha Schmidt                                | 24. Mai 1900                             |                     | Saint-Anthème                                                 | Sie kümmerte sich ab 1943 um die vier Töchter einer befreundeten Familie und brachte sie bei einem Freund in Frankreich unter, wo sie den Krieg überlebten. | 1993 |
| Anne Schneeberger                             |                                          |                     | Roanne, Département Loire                                     | Zusammen mit ihrem Mann nahm sie einen jungen polnischen Juden bei sich auf. Dieser überlebte den Krieg im sicheren Versteck. | 1999 |
| Arthur Schneeberger                           |                                          |                     | Roanne, Département Loire                                     | Seine Frau und er nahmen einen polnischen Juden bei sich zu Hause auf. Dieser überlebte den Krieg. | 1999 |
| Jakob F. Spirig-Riesbacher                    | 16. Sep. 1919                            | 11. Jan. 2004       | Diepoldsau                                                    | Jakob F. Spirig-Riesbacher half in der Nacht vom 16. auf den 17. September 1938 fünf Juden – zwei Männer, zwei Frauen und ein Kind – aus Deutschland in die Schweiz zu schmuggeln. Er wurde von den Schweizer Behörden gefasst, am 2. November 1938 vor Gericht gestellt und vom Richter mit einer Geldstrafe belegt. Außerdem half er im Mai 1942 dem in Zürich lebenden deutsch-jüdischen Flüchtling Heinz Hammerschlag, seine Mutter Paula Hammerschlag und vier weitere jüdischen Frauen von Deutschland in die Schweiz zu schmuggeln. Hierfür wurde Spirig-Riesbacher in der Schweiz zu drei Monaten Gefängnis verurteilt. Erst 2004 wurde er von den Schweizer Behörden rehabilitiert und sein Strafregister gelöscht. | 2007 |
| Sebastian Steiger                             | 14. Okt. 1918 Oltingen                   | 3. Juli 2012        | Château de la Hille                                           | Pfarrerssohn und Lehrer der jüdischen Kinder in der Kolonie La Hille ab 1943 (Kinderhilfe des SRK). Überliess seine Identitätskarte einem bedrohten Schützling, dem auf diese Weise die Flucht in die Schweiz gelang. | 1993 |
| Margaretha (Gret) Tobler                      | 12. Jan. 1915 Zürich                     |                     | Château de la Hille                                           | Pfarrerstochter und ausgebildete Kindergärtnerin, ab 1942 bei der SRK-Kinderhilfe. In der Kolonie La Hille für die jüngsten Kinder zuständig. Im Dezember 1943 gelang ihr zusammen mit zwei jungen jüdischen Mädchen der Übertritt in die Schweiz. | 2000 |
| Milorad Tosic                                 | 1909                                     | 2000                | Budapest                                                      | Jugoslawischer Industrieller in Maribor; Flucht nach Ungarn im Juli 1943. Erhielt von Eduard Hürlimann von der Schweizer Gesandtschaft in Budapest Schutzbriefe und gefälschte Papiere, die er an Jugoslawen jüdischen Glaubens weitergab. Setzte sich auch für ungarische Juden ein und brachte jugoslawische Juden aus dem Grossen Ghetto in Schutzhäusern unter. 1941. | 1978 |
| Marguerite Tzaut                              | 20. März 1902                            |                     | Tonneins, Département Lot-et-Garonne                          | Heilsarmistin, Leiterin des Altersheims der Heilsarmee nahe Tonneins. Versteckte zusammen mit ihrem Mann ca. 15 verfolgte Juden im Altersheim. | 1973 |
| Paul Tzaut                                    | 25. Juni 1901                            |                     | Tonneins, Département Lot-et-Garonne                          | Heilsarmist seit 1921. Versteckte zusammen mit seiner Frau ca. 15 verfolgte Juden im Altersheim der Heilsarmee nahe Tonneins. | 1973 |
| Ernst Vonrufs                                 | 1906                                     | 1972                | Budapest                                                      | Textilindustrieller in Budapest seit 1935. Mitarbeiter von Carl Lutz (Vertretung fremder Interessen). Von Dezember 1944 bis zur Ankunft der Roten Armee beschützte er zusammen mit Peter Zürcher das Internationale Ghetto und das Glashaus (Budapest) vor den Übergriffen der Pfeilkreuzler. | 2001 |
| Edgar Wasserfallen                            | 1908 Schweiz                             | 1974                | Lasalle, Département Gard                                     | Pfarrer in Lassalle, engagierte sich schon früh in der Résistance. Nahm 1943 ein jüdisches Ehepaar in seinem Haus auf und fand ein Versteck für deren zwei Kinder. | 2000 |
| Elise Wasserfallen                            | 1898 Alès                                | 1997                | Lasalle, Département Gard                                     | Ein jüdisches Ehepaar fand 1943 in ihrem Haus Schutz vor der Verfolgung und überlebte den Krieg trotz Denunziationen und Hausdurchsuchungen. | 2000 |
| Ernest Wittwer                                | 1922 Albligen                            | 1976                | Vereux, Département Haute-Saône                               | Liess sich mit seiner Familie im Jahre 1939 in Frankreich nieder. Begleitete zwei jüdische Kinder über die Grenze in die Schweiz. Am 27. April 1944 in Porrentruy verhaftet und zu einer Gefängnisstrafe von 60 Tagen verurteilt, wurde er im Jahre 2004 rehabilitiert. | 1998 |
| Joachim von Zedtwitz                          | 11. Juni 1910 Wien                       |                     | Wien; Prag                                                    | Joachim von Zedtwitz, ein deutscher Medizinstudent in Prag, war nach der deutschen Besetzung der Tschechoslowakei im März 1939 maßgeblich daran beteiligt, politisch aktiven Gegnern des Nationalsozialismus – größtenteils Juden – bei der Flucht ins Ausland zu helfen. | 1994 |
| Irena Zadarnowska                             | 1916 Polen                               | 1986                | Polen                                                         | Beherbergte in ihrem Haus eine jüdische Mutter und deren Tochter. Alle drei gelangten im April 1945 in die Schweiz. | 1964 |
| Jeanne-Françoise Zufferey                     |                                          |                     | Rulhe, Département Aveyron                                    | Ordensschwester in der Ordensgemeinschaft der Heiligen Familie. Versteckte 24 Juden im Ordenshaus, von denen einige über die spanische Grenze fliehen und so der Verfolgung entkommen konnten. | 1993 |
| Peter Zürcher                                 | 1914                                     | 1975                | Budapest                                                      | Jurist, Textilindustrieller in Budapest seit 1940. Von Dezember 1944 bis zur Ankunft der Roten Armee beschützte er zusammen mit Ernst Vonrufs das Internationale Ghetto und das Glashaus (Budapest) vor den Übergriffen der Pfeilkreuzler. | 1998 |